# Мне только снится жизнь моя
«Мне только снится жизнь моя» — сборник песен Константина Никольского, выпущенный в апреле 2004 года. Издан на CD в упрощённом и подарочном вариантах, а также на кассетах.
В альбом вошли новая песня «Мне только снится жизнь моя» (2003) и исполнявшаяся ранее на концертах, включенная в магнитофонный альбом группы «Зеркало мира» (1987), композиция «Облако», написанная примерно в 1983 году, много раз сыгранная под акустическую гитару, а теперь впервые сделанная на студии, в блюз-роковом оформлении. Оба трека, в другой аранжировке, затем попали в номерной альбом Никольского «Иллюзии», вышедший в 2007 году.

## Отзывы
Валерий Бакуткин отметил схожесть данного сборника с вышедшим в том же году концертным альбомом «Я привык бродить один» группы «Воскресение», где давным-давно играл Никольский, а также то, что «песни, которые некогда принесли известность легендарному „Воскресенью“, иными словами, ставшие хитами, по-прежнему составляют основу того и другого дисков. Никольский остался со своими произведениями, Алексей Романов — со своими». Но «в обоих случаях мы имеем дело с музыкальными произведениями высокого уровня». Творчество Никольского Бакуткин характеризует так: «Никольский поэтизирует действительность, говорит о себе как о поэте, а „душа поэта — это зеркало мира“. И его зеркало не просто передает подобие, оно преображает его. Лирический герой Никольского также созерцает жизнь, при этом в какой-то степени идеализируя ее, иными словами — он говорит о мире на высокой ноте, отчего — уже в какой раз слушаешь „Музыканта“ или „Ночную птицу“ — мурашки по коже».
Рита Скитер в целом оценила сборник положительно: «это очень хороший альбом и отличный повод еще раз переслушать несколько великолепных песен». Про две новые песни она написала: «На сенсацию ни одна из них не тянет (впрочем, для многих и факт того, что Никольский показал пару новинок, — сам по себе сенсация)».
По словам Алексея Мажаева,  «о том, что в эту пластинку будут включены — сенсация! — несколько новых песен, пресса писала не один год. В итоге „новых“ композиций оказалось две, причём одна из них — то самое „Облако“ из репертуара „Зеркала мира“, а вторая — заглавный трек на стихи португальского поэта Фернандо Пессоа. В остальном трек-лист представлял собой вкусный, но очень уж привычный компот из „Музыканта“, „Ночной птицы“ и иже с ними».

## Список композиций
Музыка Константина Никольского, стихи Константина Никольского, кроме отмеченных
| №                   | Название                      | Текст песни                                 | Оригинальный альбом   | Длительность |
| ------------------- | ----------------------------- | ------------------------------------------- | --------------------- | ------------ |
| 1.                  | «Мне только снится жизнь моя» | Фернандо Пессоа, перевод Анатолия Гелескула | Иллюзии               | 5:26         |
| 2.                  | «Облако»                      |                                             | Иллюзии               | 2:58         |
| 3.                  | «Зеркало мира»                |                                             | Один взгляд назад     | 5:10         |
| 4.                  | «Один взгляд назад»           |                                             | Один взгляд назад     | 3:40         |
| 5.                  | «Ночная птица»                |                                             | Один взгляд назад     | 4:22         |
| 6.                  | «Мой друг художник и поэт»    |                                             | Один взгляд назад     | 6:07         |
| 7.                  | «Птицы белые мои»             |                                             | Один взгляд назад     | 4:41         |
| 8.                  | «Музыкант»                    |                                             | Один взгляд назад     | 5:19         |
| 9.                  | «Я сам из тех»                |                                             | Один взгляд назад     | 3:56         |
| 10.                 | «Воскресенье»                 |                                             | Один взгляд назад     | 6:26         |
| 11.                 | «Прошедший день»              |                                             | Я бреду по бездорожью | 5:15         |
| 12.                 | «Я бреду по бездорожью»       |                                             | Я бреду по бездорожью | 5:44         |
| 13.                 | «От любви к любви»            |                                             | Я бреду по бездорожью | 5:31         |
| 14.                 | «Без цели и без расчёта»      | Густаво Адольфо Беккер                      | Я бреду по бездорожью | 5:08         |
| 15.                 | «Растаяла дымка сквозная»     | Фернандо Пессоа, перевод Анатолия Гелескула | Я бреду по бездорожью | 5:59         |
| Общая длительность: | Общая длительность:           | Общая длительность:                         | Общая длительность:   | 1:15:42      |

## Музыканты
- Константин Никольский — вокал, соло-гитара, ритм-гитара, акустическая гитара
- Игорь Кожин — гитара (1, 2)
- Александр Кузьмичёв — бас-гитара
- Михаил Шевцов — клавишные (3 — 15), бэк-вокал.
- Игорь Костиков — барабаны.
- Аркадий Березовский — бэк-вокал.